# Alfrēds Rubiks
Alfrēds Rubiks (ur. 24 września 1935 w Dyneburgu) – łotewski polityk, radziecki działacz komunistyczny. W latach 1984–1990 przewodniczący komitetu wykonawczego rady miejskiej Rygi, w latach 1990–1991 I sekretarz Komitetu Centralnego Komunistycznej Partii Łotwy, od 1990 do 1991 członek Biura Politycznego KC KPZR, w latach 1993–1995 poseł na Sejm, w latach 2009–2014 deputowany do Parlamentu Europejskiego VII kadencji, w latach 1999–2015 lider Łotewskiej Partii Socjalistycznej.

## Życiorys
W 1963 ukończył studia na wydziale mechanicznym Ryskiego Instytutu Politechnicznego, a w 1980 wyższą szkołę partyjną w Leningradzie. W latach 1954–1957 odbywał służbę w Armii Radzieckiej, a następnie pracował jako inżynier technolog i kierownik biura w fabryce maszyn elektrycznych w Rydze.
W 1950 wstąpił do Komsomołu. W latach 60. zajmował kierownicze stanowiska w tej organizacji w Łotewskiej SRR – był sekretarzem komitetu miejskiego w Rydze, później sekretarzem, a od 1990 do 1991 pierwszym sekretarzem Komitetu Centralnego. Od 1976 pełnił funkcję I sekretarza leningradzkiego komitetu rejonowego Komunistycznej Partii Łotwy w Rydze. W latach 1980–1991 był deputowanym Rady Najwyższej Łotewskiej SRR, a następnie do 1992 posłem do Rady Najwyższej niepodległej Łotwy. W 1982 objął stanowisko ministra przemysłu Łotewskiej SRR. W latach 1984–1990 sprawował urząd przewodniczącego komitetu wykonawczego ryskiej rady miejskiej. Do 1991 pełnił funkcję deputowanego na Zjazd Deputowanych Ludowych ZSRR.
W kwietniu 1990 objął stanowisko I sekretarza Komitetu Centralnego Komunistycznej Partii Łotwy. Opowiadał się wówczas przeciwko niepodległości Łotwy i za jej pozostaniem w granicach zreformowanego ZSRR. W lipcu 1990 wszedł również w skład Biura Politycznego KPZR. W sierpniu 1991 poparł pucz moskiewski, stając na czele Komitetu Stanu Wyjątkowego na Łotwie. W tym samym miesiącu został tymczasowo aresztowany za udział w zamachu stanu i próbę obalenia łotewskiego rządu. Przebywając w areszcie, skutecznie ubiegał się o mandat poselski w wyborach do Sejmu w 1993. W lipcu 1995 został skazany na karę 8 lat pozbawienia wolności.
W czerwcu 1996 był jednym z kandydatów na urząd prezydenta Łotwy, uzyskał wówczas 5 głosów poparcia w parlamencie. W listopadzie 1997 uzyskał warunkowe przedterminowe zwolnienie. Za swoją przynależność do Komunistycznej Partii Łotwy po styczniu 1991 objęty zakazem kandydowania w wyborach na Łotwie (z wyłączeniem wyborów do PE).
W 1999 został przewodniczącym Łotewskiej Partii Socjalistycznej, ugrupowania o profilu komunistycznym. Do 2003 był współprzewodniczącym Rosyjskiego Związku Łotwy. W wyborach w 2009 uzyskał z listy Centrum Zgody mandat posła do Parlamentu Europejskiego VII kadencji. W PE był członkiem frakcji Zjednoczonej Lewicy Europejskiej – Nordyckiej Zielonej Lewicy. W wyborach w 2014 bez powodzenia ubiegał się o reelekcję, kandydując z pierwszego miejsca odrębnej listy Łotewskiej Partii Socjalistycznej. W grudniu 2015 zrzekł się funkcji przewodniczącego Łotewskiej Partii Socjalistycznej, motywując swoją decyzję wiekiem oraz stanem zdrowia

## Życie prywatne
Jego synowie Raimonds oraz Artūrs również zostali politykami.